# Província da Geórgia
```
   |-
       |
Erro:
:  
valor não especificado para "
nome_comum
"
```

A Província da Geórgia (ou Colônia da Geórgia) foi uma das Colônias do Sul da América Britânica. Ela foi a última das treze colônias originais estabelecidas pelo Reino da Grã-Bretanha no que mais tarde se tornou os Estados Unidos. Na concessão original, uma estreita faixa da província se estendia até o Oceano Atlantico.
A carta patente corporativa da colônia foi concedida ao General James Oglethorpe em 21 de abril de 1732, por George II, de quem a colônia foi destinada. A carta foi finalizada pelo conselho privado do rei em 9 de junho de 1732.
Oglethorpe imaginou uma colônia que serviria de refúgio para súditos ingleses que haviam sido presos por dívidas e "os pobres dignos". O General Oglethorpe impôs leis muito rígidas das quais muitos colonos discordaram, como a proibição de bebidas alcoólicas. Ele discordava da escravidão e considerava um sistema de pequenas propriedades mais apropriado do que as grandes plantações comuns nas colônias ao norte. No entanto, as concessões de terras não foram tão grandes quanto a maioria dos colonos teria preferido.
Outra razão para a fundação da colônia foi como um estado tampão e uma "província-guarnição" que defenderia as colônias do sul da Grã-Bretanha da Flórida espanhola. Oglethorpe imaginou uma província habitada por "fazendeiros fortes" que poderiam guardar a fronteira; por isso, a carta patente da colônia proibia a escravidão. A proibição da escravidão foi levantada em 1751 e a colônia tornou-se uma colônia real em 1752.

## Fundação
Embora muitos acreditem que a colônia foi formada para os presos, a colônia foi, na verdade, formada como um local sem escravidão e respeitando os nativos americanos. Oglethorpe teve a visão de torná-la um lugar para devedores, mas ela se transformou em uma colônia real. A seguir está um relato histórico desses primeiros colonos ingleses enviados para a Geórgia:
Um comitê foi nomeado para visitar as prisões e obter a liberação dos pobres prisioneiros que fossem dignos, investigando cuidadosamente o caráter, as circunstâncias e os antecedentes.
Foram selecionadas 35 famílias, totalizando cento e vinte pessoas.
Em 16 de novembro de 1732, os emigrantes embarcaram em Gravesend no navio Anne ... chegando em 13 de janeiro [1733] no porto de Charleston, S. C. ...
Eles zarparam no dia seguinte ... para Port Royal, cerca de oitenta milhas ao sul, para serem transportados em pequenas embarcações para o rio Savannah.
Oglethorpe continuou rio acima para explorar um local adequado para colonização. Em 12 de fevereiro de 1733, Oglethorpe conduziu os colonos à sua chegada em Yamacraw Bluff, no que agora é a cidade de Savannah, e estabeleceu um acampamento com a ajuda de um idoso chefe Creek local, Tomochichi. Uma aldeia indígena Yamacraw ocupou o local, mas Oglethorpe providenciou para que os índios se mudassem. O dia ainda é comemorado como o Dia da Geórgia.
A carta original especificava a colônia como estando entre os rios Savannah e Altamaha, até suas cabeceiras (as cabeceiras do Altamaha estão no rio Ocmulgee), e então se estendendo para oeste "até os mares do sul" (Atlântico). A área dentro da carta foi anteriormente parte da concessão original da Província da Carolina, que estava intimamente ligada à Geórgia.